# 豪厄爾山
豪厄爾山（英語：Mount Howell），是南極洲的山峰，位於埃爾斯沃思地的瑟斯頓島，處於博格森山西南面6公里，屬於沃克山脈的一部分，現時由南極條約體系管理。